# Otto Rossbach
Otto Rossbach, född 13 juli 1858 i Breslau, död 22 juli 1931, var en tysk klassisk filolog och arkeolog. Han var son till August Rossbach.
Rossbach blev 1888 privatdocent i Breslau på avhandlingen De Senecae philosophi librorum recensione et emendatione, 1890 extra ordinarie professor vid Kiels universitet och efterträdde 1895 Gustav Hirschfeld som ordinarie professor i klassisk filologi och arkeologi vid universitetet i Königsberg. Rossbach utgav bland annat en biografi över fadern (1900).